# Leucastea concolor
Leucastea concolor es una especie de coleóptero de la familia Megalopodidae.

## Distribución geográfica
Habita en  Natal en (Sudáfrica).